# Chaetopelma webborum
Chaetopelma webborum is een spinnensoort in de taxonomische indeling van de vogelspinnen (Theraphosidae).
Het dier behoort tot het geslacht Chaetopelma. De wetenschappelijke naam van de soort werd voor het eerst geldig gepubliceerd in 1990 door Smith.